# Улица Шоты Нишнианидзе
Улица Шоты Нишнианидзе (англ. შოთა ნიშნიანიძის ქუჩა) — улица в Тбилиси, в историческом районе Старый город, проходит от Серебряной улицы до улицы Чахрухадзе.
Протяжённость улицы около 230 метров.

## История

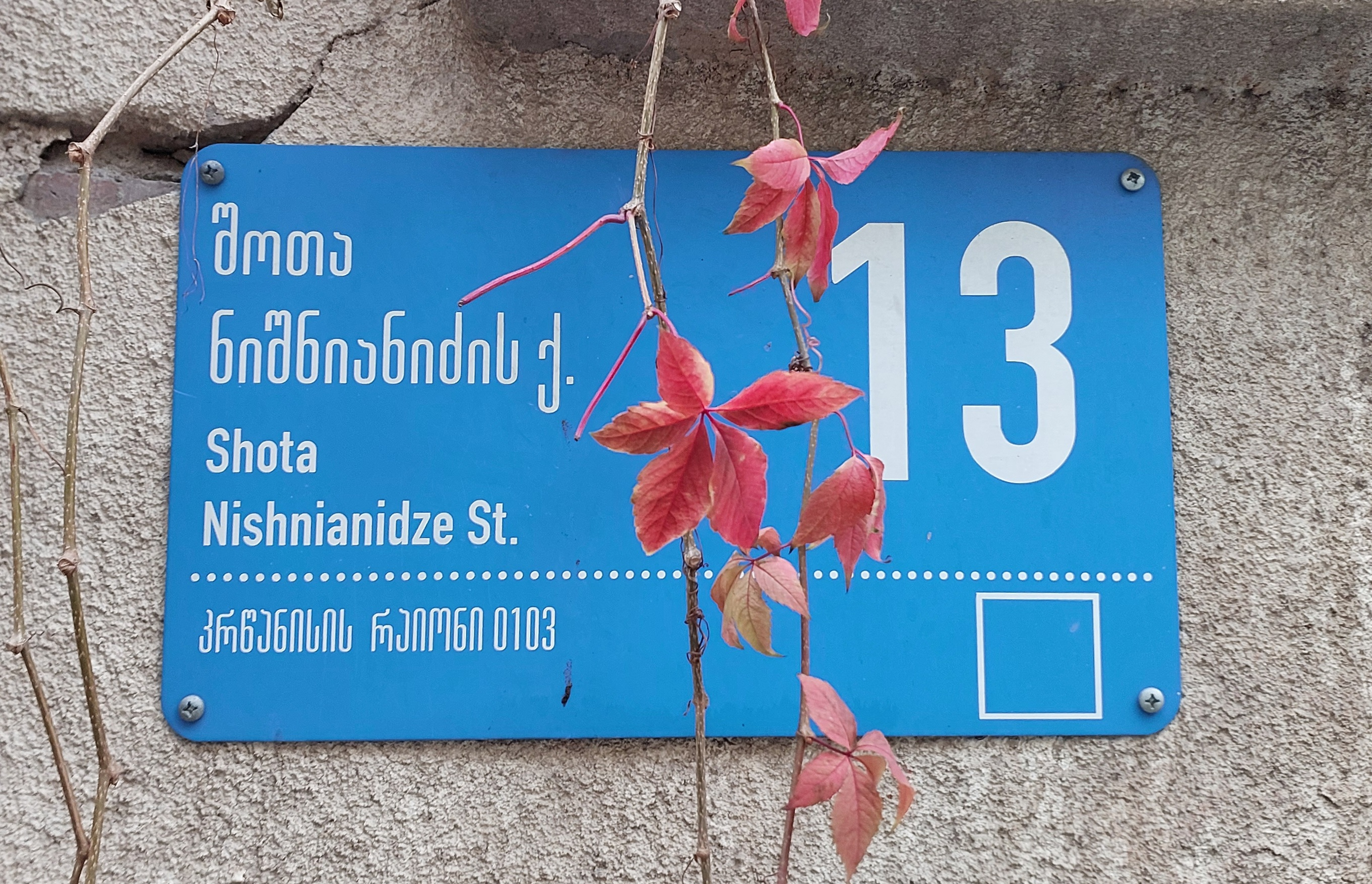

Проложена в XIX веке. Историческое название — Полицейская. В список улиц, составленный городской администрацией в 1903 году, она вошла как Синодальная улица, в 1923 году получила имя грузинского писателя и общественного деятеля Ильи Накашидзе (1866—1923), в 1940-е годы — Милицейская, затем — детской писательницы Нино Накашидзе (1872—1963), с 1996 года снова называлась улицей Ильи Накашидзе.
В 2003 году улице было присвоено современное название в память грузинского советского поэта Шоты Нишнианидзе (1929—1999).

## Достопримечательности
Сохранилась жилая застройка 90-х годов XIX века. Некоторые дома находятся в довольно плохом состоянии, имеют место обрушения